# Acaz
Acaz (... – 716 a.C.) è stato uno dei re di Giuda, descritto nella Bibbia (2 Re 16 e 2 Cronache 28).

## Vita di Acaz nella Bibbia
Sembra essere certo che la prima spedizione di Tiglatpileser III contro Damasco menzionata nella vita di Acaz sia accaduta nel 733 a.C., e la seconda nel 731 a.C..
Secondo il racconto biblico, a causa della sua idolatria (2 Re 16,3-4 e 2 Cronache 28,24), il regno di Acaz fu conquistato prima da Razin, re della Siria, e poi da Osea, re del Regno di Israele (2 Cronache 28:5 e 2 Re 16:6). 
In seguito, Razin e Osea strinsero un'alleanza con lo scopo di detronizzare la casa di Davide in Giudea e di far diventare re il figlio di Tabeel (Isaia 7:26). 
Il profeta Isaia offrì ad Acaz l'aiuto di Dio promettendogli la salvezza se avesse avuto fede, sotto la minaccia di una punizione in caso di mancanza di fede (Isaia 7,12-21).
Acaz, incredulo, cercò l'aiuto di Tiglatpileser, offrendo allo stesso tempo doni provenienti dal tesoro del tempio di Gerusalemme (IV K., xvi, 7,8). 
Il re degli Assiri conquistò Damasco, afflisse Israele (IV K., xv, 29; xvi, 9), ma ridusse la Giudea alla necessità di comprare la sua libertà (2 Re 16:17 e 2 Cronache 28:20); tali eventi riportati nel Secondo libro delle Cronache non hanno, però, riscontri storici extrabiblici e neppure nel Secondo libro dei Re e si ritiene che l'autore delle Cronache si sia erroneamente riferito a fatti accaduti invece sotto il regno di Ezechia (2Cr 32). 
Acaz non migliorò nonostante questo dolore, ma introdusse nel tempio un altare costruito a Damasco dopo questi eventi (IV K., xvi, 14 sq.; II Par., xxviii, 2225). 
Per colpa del peccato del re, la Giudea fu oppressa dagli Edomiti e dai Filistei; quando morì, Acaz non fu sepolto tra i re d'Israele; a lui successe il figlio Ezechia (2º Cronache 28:17-22 sq.).